# Leo Freisinger
Leo Freisinger (n. 7 februarie 1916, Chicago, Illinois, SUA – d. 29 august 1985, Mission Viejo, California, SUA) a fost un patinator de viteză ce a reprezentat Statele Unite ale Americii, medaliat olimpic. A participat la o ediție a Jocurilor Olimpice (1936) în care a câștigat o medalie de aur.

## Participări
Lista de mai jos prezintă principalele competiții la care a participat Leo Freisinger de-a lungul carierei.
- speed skating at the 1936 Winter Olympics – men's 500 metres[*]